# Reazione di Stickland
La reazione di Stickland (detta anche fermentazione di Stickland) costituisce una via biochimica utilizzata da alcune specie batteriche appartenenti al genere Clostridium per produrre energia in assenza di ossigeno. 
Questa via metabolica prevede l'uso combinato di due aminoacidi come substrato di una fermentazione.
Di questi aminoacidi, uno viene usato come donatore di elettroni e viene ossidato, l'altro funziona da accettore di elettroni e viene ridotto.
La coppia di aminoacidi più utilizzata è alanina-glicina con produzione di acido acetico, anidride carbonica e ammoniaca.
Il processo è riassunto dalla seguente reazione:
alanina + 2glicina + 2H2O → 3acetato + CO2 + 3NH4  (con produzione di 3 molecole di ATP)
Più in dettaglio:
- L'alanina: 

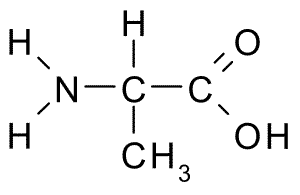
L-alanina

  1. viene deaminata e ossidata ad acido piruvico (con riduzione di una molecola di NAD);
  2. l'acido piruvico viene decarbossilato e coniugato a una molecola di coenzima A (con riduzione di una seconda molecola di NAD) producendo acetil-coenzima A;
  3. l'acetil-coenzima A viene scisso ad acetilfosfato e coenzima A (utilizzando uno ione fosfato);
  4. infine l'acetilfosfato viene trasformato in acido acetico con produzione di una molecola di ATP.
- Due molecole di glicina vengono ridotte ad acido acetico e ammoniaca utilizzando le due molecole di NAD prodotte nell'ossidazione dell'alanina.

La reazione di Stickland, essendo riconducibile a un trasferimento di elettroni tra composti organici, viene di solito ascritta alle fermentazioni, anche se, dal momento che non usa la stessa molecola come donatore e come accettore di elettroni, non lo sarebbe in senso stretto.